# Bielefeld Hauptbahnhof
Bielefeld Hauptbahnhof vasútállomás Németországban, Bielefeldben. A német vasútállomás-kategóriák közül a második csoportba tartozik.

## Vasútvonalak
Az állomást az alábbi vasútvonalak érintik:
- Hamm–Minden nagysebességű vasútvonal
- Osnabrück–Brackwede-vasútvonal
- Bielefeld–Hameln-vasútvonal
- Hanover–Hamm railway line
- RB 61

## Forgalom

### Regionális
| Járat | Útvonal | Gyakoriság                                                          | Üzemeltető    |
| ----- | --- | ------------------------------------------------------------------- | ------------- |
| RE 6  | Westfalen-Express: Düsseldorf Hbf – Düsseldorf Flughafen – Duisburg Hbf – Mülheim (Ruhr) Hbf – Essen Hbf – Wattenscheid – Bochum Hbf – Dortmund Hbf – Kamen – Hamm (Westf) – Heessen – Ahlen (Westf) – Neubeckum – Oelde – Rheda-Wiedenbrück – Gütersloh Hbf – Bielefeld Hbf – Herford – Löhne (Westf) – Bad Oeynhausen – Porta Westfalica – Minden (Westf)                                                                     | 60 perc                                                             | DB Regio NRW  |
| RB 61 | Wiehengebirgs-Bahn: Hengelo – Oldenzaal – Bad Bentheim – Schüttorf – Salzbergen – Rheine – Hörstel – Ibbenbüren-Esch – Ibbenbüren – Ibbenbüren-Laggenbeck – Osnabrück Altstadt – Osnabrück Hbf – Wissingen – Westerhausen – Melle – Bünde – Kirchlengern – Herford – Brake – Bielefeld Hbf A 2017-es decemberi menetrend alapján                                                                                                | 60 perc                                                             | Eurobahn      |
| RB 67 | Warendorfer Bahn: Münster (Westf) Hbf – Telgte – Warendorf-Einen-Müssingen – Warendorf – Beelen – Clarholz – Herzebrock – Rheda-Wiedenbrück – Gütersloh Hbf – Isselhorst-Avenwedde – Brackwede – Bielefeld Hbf A 2016-os decemberi menetrend alapján | 60 perc                                                             | Eurobahn      |
| RB 69 | Ems-Börde-Bahn (verkehrt zwischen Münster und Hamm zusammen mit der unter gleichem Namen fahrenden RB 89): Münster (Westf) Hbf – Münster-Hiltrup – Rinkerode – Drensteinfurt – Mersch (Westf) – Bockum-Hövel – Hamm (Westf) – Heessen – Ahlen (Westf) – Neubeckum – Oelde – Rheda-Wiedenbrück – Gütersloh Hbf – Isselhorst-Avenwedde – Brackwede – Bielefeld Hbf A 2016-os decemberi menetrend alapján                          | 60 perc                                                             | Eurobahn      |
| RE 70 | Weser-Leine-Express: Bielefeld Hbf – Herford – Löhne (Westfalen) – Bad Oeynhausen – Porta Westfalica – Minden (Westfalen) – Bückeburg – Stadthagen – Haste – Wunstorf – Hannover Hbf – Lehrte – Hämelerwald – Vöhrum – Peine – Vechelde – Braunschweig Hbf A 2017-es menetrend alapján | 120 percenként                                                      | Westfalenbahn |
| RB 71 | Ravensberger Bahn: Rahden (Kr Lübbecke) – Espelkamp – Lübbecke (Westf) – Holzhausen-Heddinghausen – Mesch Neue Mühle – Bieren-Rödinghausen – Bünde (Westf) – Kirchlengern – Hiddenhausen-Schweicheln – Herford – Brake (b Bielefeld) – Bielefeld Hbf A 2017-es menetrend alapján | 60 percenként                                                       | Eurobahn      |
| RB 73 | Der Lipperländer: Bielefeld Hbf – Bielefeld Ost – Oldentrup – Hillegossen – Ubbedissen – Oerlinghausen – Helpup – Ehlenbruch – Lage (Lippe) – Hörstmar (Lippe) – Lemgo – Lemgo-Lüttfeld A 2015-ös menetrend alapján | 60 percenként                                                       | Eurobahn      |
| RB 74 | Senne-Bahn: Bielefeld Hbf – Brackwede – Bielefeld-Senne – Windelsbleiche – Sennestadt – Schloß Holte – Hövelriege – Hövelhof – Sennelager – Paderborn Schloß Neuhaus – Paderborn Nord – Paderborn Kasseler Tor – Paderborn Hbf A 2017-es menetrend alapján | 60 percenként HVZ: 30 percenként                                    | NordWestBahn  |
| RB 75 | Haller Willem: Osnabrück Hbf – Osnabrück-Hörne – Osnabrück-Sutthausen – Malbergen – Oesede – Kloster Oesede – Wellendorf – Hankenberge – Hilter – Dissen-Bad Rothenfelde – Westbarthausen – Borgholzhausen – Hesseln – Halle (Westf) Gerry-Weber-Stadion – Halle (Westf) – Künsebeck – Steinhagen (Westf) – Steinhagen Bielefelder Straße – Quelle – Quelle-Kupferheide – Brackwede – Bielefeld Hbf A 2015-ös menetrend alapján | 60 percenként                                                       | NordWestBahn  |
| RE 78 | Porta-Express: Nienburg (Weser) – Leese-Stolzenau – Petershagen-Lahde – Minden (Westfalen) – Porta Westfalica – Bad Oeynhausen – Löhne (Westfalen) – Herford – Bielefeld Hbf A 2015-ös menetrend alapján | 120 percenként                                                      | Eurobahn      |
| RE 82 | Der Leineweber: Bielefeld Hbf – Oerlinghausen – Lage – Detmold – Horn-Bad Meinberg – Altenbeken A 2016-os menetrend alapján | Bielefeld–Detmold: 60 percenként Detmold–Altenbeken: 120 percenként | Eurobahn      |

### Távolsági
| Járat  | Útvonal | Útvonal | Ütem                               |
| ------ | --- | --- | ---------------------------------- |
| ICE 10 | Berlin Ost – Hannover – Bielefeld – Hamm                                                                                       | Dortmund – Duisburg – Düsseldorf (– Köln/Bonn Flughafen)                                                                       | óránként (Hamm-ba közvetlen kocsi) |
| ICE 10 | Berlin Ost – Hannover – Bielefeld – Hamm                                                                                       | Wuppertal – Köln (– Bonn – Koblenz)                                                                                            | óránként (Hamm-ba közvetlen kocsi) |
| IC 32  | Berlin Südkreuz – Hannover – Bielefeld – Hamm – Dortmund – Duisburg – Düsseldorf – (Mönchengladbach – Aachen – Düren –) Köln   | Berlin Südkreuz – Hannover – Bielefeld – Hamm – Dortmund – Duisburg – Düsseldorf – (Mönchengladbach – Aachen – Düren –) Köln   | kétóránként (péntek/vasárnap)      |
| IC 55  | Leipzig – Magdeburg – Bielefeld – Wuppertal – Köln                                                                             | Leipzig – Magdeburg – Bielefeld – Wuppertal – Köln                                                                             | kétóránként                        |
| FLX 30 | Berlin Südkreuz – Berlin – Berlin-Spandau – Wolfsburg – Hannover – Bielefeld – Dortmund – Essen – Duisburg – Düsseldorf – Köln | Berlin Südkreuz – Berlin – Berlin-Spandau – Wolfsburg – Hannover – Bielefeld – Dortmund – Essen – Duisburg – Düsseldorf – Köln | 1 vonatpár naponta                 |

## Kapcsolódó állomások
A vasútállomáshoz az alábbi állomások vannak a legközelebb:
- Bahnhof Brackwede (Bahnhof Brackwede, Rheda-Wiedenbrück station, Hamm–Minden nagysebességű vasútvonal, Hanover–Hamm railway line, Porta-Express)
- Hannover Hauptbahnhof (ICE 10)
- Bahnhof Hamm (Westfalen) (ICE 10)
- Bielefeld Ost railway station (Lage (Lippe) railway station, Bielefeld–Hameln-vasútvonal)
- Brake bei Bielefeld station (Bahnhof Herford, Hengelo vasútállomás, Hamm–Minden nagysebességű vasútvonal, RB 61)
- Bahnhof Herford (Osnabrück Hauptbahnhof, Hamm–Minden nagysebességű vasútvonal, Porta-Express)
- Bahnhof Herford (Braunschweig Hauptbahnhof, Hamm–Minden nagysebességű vasútvonal, Weser-Leine-Express)